# The Observatory
The Observatory (L'Observatoire, en anglais) est une revue britannique d'astronomie fondée à l'Observatoire royal de Greenwich, en 1877, par l'astronome William H. M. Christie, alors assistant en chef de l'astronome royal George B. Airy.